# Кузбасский
Кузба́сский — посёлок в Кемеровском районе Кемеровской области. Входит в состав Берегового сельского поселения.

## География
Центральная часть населённого пункта расположена на высоте 257 метров над уровнем моря.

## Население
По данным Всероссийской переписи населения 2010 года, в посёлке Кузбасский проживает 1520 человек (689 мужчин, 831 женщина).

## Экономика
ООО «Селяна»

## Транспорт
Общественный транспорт представлен автобусным маршрутом:
- №108: д/п Вокзал — пос. Ленинградский